# Disney Comix
Disney Comix was een kortlopend Nederlandstalig tijdschrift met Disneystrips. Het eerste nummer verscheen in juni 1998. In juli verscheen het tweede nummer, en sindsdien kwam het blad elke twee maanden uit, tot het na nummer 8 van juli 1999 werd opgeheven. Disney Comix bevatte voornamelijk strips die gebaseerd waren op recente Disneyfilms en op de animatieserie DuckTales. Ook stonden in elk nummer strips van Mickey Mouse en Goofy, meestal getekend door Floyd Gottfredson of Paul Murry.
Disney Comix volgde het blad DuckTales (1989-1997) op als publicatiemedium voor DuckTalesstrips in het Nederlands. Het blad was de eerste Nederlandse publicatie die hoofdzakelijk op Disneyfilms gericht was. In 2000 werd verscheen Disney Festival (2000-2003), dat evenals Disney Comix gericht was op recente Disneyfilms. De meeste op Disneyfilms gebaseerde strips uit Disney Comix werden hierin herdrukt. 

## Strips
Tussen haakjes volgen de nummers waarin de verhalen zijn verschenen.
Gebaseerd op Disneyfilms
- Aladdin (4)
- 101 Dalmatiërs (gebaseerd op de speelfilm) (7)
- Hercules (1-6)
- De kleine zeemeermin (2)
- De klokkenluider van de Notre Dame (1-3,5,7,8)
- De Leeuwenkoning (1,2,4-8)
- Mulan (6-8)
- Pocahontas (3)
- De Speurneuzen (8)
- Toy Story (4-6)

Mickey Mouse en Goofy
- door Floyd Gottfredson (1,3,7)
- door Paul Murry (2,4,6,8)
- Overig (2,5,7,8)

Ducktales (1-5)